# RNAi-Therapeutikum
Ein RNAi-Therapeutikum ist ein Arzneistoff, dessen Wirkmechanismus auf RNA-Interferenz (RNAi) beruht.

## Eigenschaften
RNAi-Therapeutika sind Ribonukleinsäuren oder -analoga (meist shRNA), die sequenzspezifisch an die mRNA eines bestimmten Gens binden. Im Anschluss an die Bindung erfolgt die RNA-Interferenz, die aus einer Zerlegung der RNA durch die Nuklease Dicer in kurze Fragmente besteht, die anschließend als Vorlage zur Erzeugung von siRNA dienen. Durch die Bindung der shRNA an die mRNA erfolgt eine Zerlegung der mRNA und die Translation der mRNA des Gens wird unterbrochen, wodurch das Protein des Gens nicht mehr in der betroffenen Zelle hergestellt wird. Durch die zusätzliche Verwendung der Fragmente zur Erzeugung von siRNA ist der Vorgang selbstverstärkend, solange das Fragment dieser mRNA gebildet wird und als Vorlage genutzt werden kann.
Während der RNAi kommt es daher vorübergehend zu einer Inaktivierung der Funktion eines Gens (Gen-Knockdown). Durch die Sequenzspezifität kann ein RNAi-Therapeutikum prinzipiell gegen jede mRNA eingesetzt werden und somit gegen jede per Gen-Knockdown behandelbare Erkrankung. Ein Problem der Methode ist der vergleichsweise schnelle Abbau von RNA im Blutkreislauf (kurze biologische Halbwertszeit) und die gezielte Aufnahme des RNAi-Therapeutikums möglichst nur in erkrankten Zellen oder Geweben eines Organismus.

## Verwendung
RNAi-Therapeutika werden in unterschiedlichen Anwendungsgebieten in klinischen Studien untersucht oder im allgemeinen Gebrauch verwendet.
| Name        | (Potentielle) Anwendungsgebiete                                                   | Entwicklungsfortschritt          |
| ----------- | --------------------------------------------------------------------------------- | -------------------------------- |
| Bevasiranib | Behandlung der Makuladegeneration                                                 | Abbruch 2009                     |
| Cosdosiran  | Behandlung der nichtarteritischen anterioren ischämischen Optikusneuropathie      | Phase 2/3                        |
| Fitusiran   | Behandlung der Hämophilie                                                         | Phase 3, Behandlungsstop 2020    |
| Givosiran   | Behandlung der akuten Intermittierenden Porphyrie                                 | Zulassung 2019 (USA), 2020 (EU)  |
| Inclisiran  | Behandlung der familiären Hypercholesterinämie                                    | Zulassung 2020 (EU)              |
| Lumasiran   | Behandlung der primären Hyperoxalurie vom Typ 1 (PH1) in allen Altersklassen      | Zulassung 2020 für PH1 (EU, USA) |
| Patisiran   | Behandlung der hereditären ATTR-Amyloidose, hATTR                                 | Zulassung 2018 (USA, EU)         |
| Teprasiran  | Behandlung des akuten Nierenschadens                                              | Phase 3                          |
| TKM-Ebola   | Ebola-Impfstoff                                                                   | Abbruch                          |
| Vutrisiran  | Behandlung der hereditären ATTR-Amyloidose (ATTRv-Amyloidose) mit Polyneuropathie | Zulassung 2022 (USA, EU)         |
| Vutrisiran  | Behandlung der ATTR-Amyloidose (ATTR-Amyloidose) mit Kardiomyopathie              | Phase 3                          |
| Zilebesiran | Behandlung des Bluthochdrucks / Hypertension                                      | Phase 2                          |

1. ↑  Mischung aus drei unterschiedlichen kurzen RNA-Molekülen

Der Wortstamm -siran im Freinamen der Arzneistoffe steht für „small interfering RNA“.